# Diplazium lilloi
Diplazium lilloi är en majbräkenväxtart som först beskrevs av Cristóbal Mariá Hicken och som fick sitt nu gällande namn av R. M. Tryon och A. F. Tryon.
Diplazium lilloi ingår i släktet Diplazium och familjen Athyriaceae. Inga underarter finns listade i Catalogue of Life.